# イル・ロンバルディア
イル・ロンバルディア（伊: Il Lombardia）は、自転車プロロードレースの一つで、イタリア北部のロンバルディア州を走るワンデイレース（クラシック）。1906年から行われている。10月に開催され、赤や黄色に染まった木々の間を選手たちが駆け抜けるため、別名「落ち葉のクラシック」と呼ばれる。また、クラシックの中でも格式の高いモニュメントと呼ばれるレースの1つに数えられる。主催はジロ・デ・イタリアなどと同じRCS。2011年までの名称はジロ・ディ・ロンバルディア（伊: Giro di Lombardia）。
高級リゾート地のコモ湖畔を中心としたコース設定がされており、最大斜度27％の「ムーロ・ディ・ソルマーノ（ソルマーノの壁）」を含む登りが7km続くソルマーノ峠を上るなど、クラシックレースには珍しくヒルクライム能力を要求されるコース設定のため「クライマーズ・クラシック」とも呼ばれ、歴代優勝者にはステージレースで活躍するクライマーやオールラウンダーも多い。コース途中にはサイクリストの聖地とされるマドンナ・デル・ギザッロ教会がある。
2007年まではUCIプロツアーの最後を締めくくるレースであったため、レース終了後にはUCIプロツアー年間チャンピオンの表彰が行われていた（2006年は、主催者と国際自転車競技連合（UCI）の間で来年度の開催をめぐるトラブルなどがあったために表彰式は行われなかった）。

## 歴代優勝者
| 年   | 優勝者                   | 国           |
| ---- | ------------------------ | ------------ |
| 2024 | タデイ・ポガチャル       | スロベニア   |
| 2023 | タデイ・ポガチャル       | スロベニア   |
| 2022 | タデイ・ポガチャル       | スロベニア   |
| 2021 | タデイ・ポガチャル       | スロベニア   |
| 2020 | ヤコブ・フルサン         | デンマーク   |
| 2019 | バウケ・モレマ           | オランダ     |
| 2018 | ティボー・ピノ           | フランス     |
| 2017 | ヴィンチェンツォ・ニバリ | イタリア     |
| 2016 | エステバン・チャベス     | コロンビア   |
| 2015 | ヴィンチェンツォ・ニバリ | イタリア     |
| 2014 | ダニエル・マーティン     | アイルランド |
| 2013 | ホアキン・ロドリゲス     | スペイン     |
| 2012 | ホアキン・ロドリゲス     | スペイン     |
| 2011 | オリヴァー・ツァウグ     | スイス       |
| 2010 | フィリップ・ジルベール   | ベルギー     |
| 2009 | フィリップ・ジルベール   | ベルギー     |
| 2008 | ダミアーノ・クネゴ       | イタリア     |
| 2007 | ダミアーノ・クネゴ       | イタリア     |
| 2006 | パオロ・ベッティーニ     | イタリア     |
| 2005 | パオロ・ベッティーニ     | イタリア     |
| 2004 | ダミアーノ・クネゴ       | イタリア     |
| 2003 | ミケーレ・バルトリ       | イタリア     |
| 2002 | ミケーレ・バルトリ       | イタリア     |
| 2001 | ダニーロ・ディルーカ     | イタリア     |

| 年   | 優勝者                           | 国           |
| ---- | -------------------------------- | ------------ |
| 2000 | ライモンダス・ルムシャス         | リトアニア   |
| 1999 | ミルコ・チェレスティーノ         | イタリア     |
| 1998 | オスカル・カメンツィント         | スイス       |
| 1997 | ローラン・ジャラベール           | フランス     |
| 1996 | アンドレア・タフィ               | イタリア     |
| 1995 | ジャンニ・ファレジン             | イタリア     |
| 1994 | ウラディスラフ・ボブリック       | ロシア       |
| 1993 | パスカル・リシャール             | スイス       |
| 1992 | トニー・ロミンゲル               | スイス       |
| 1991 | ショーン・ケリー                 | アイルランド |
| 1990 | ジル・ドリオン                   | フランス     |
| 1989 | トニー・ロミンゲル               | スイス       |
| 1988 | シャーリー・モテ                 | フランス     |
| 1987 | モレーノ・アルジェンティン       | イタリア     |
| 1986 | ジャンバッティスタ・バロンケッリ | イタリア     |
| 1985 | ショーン・ケリー                 | アイルランド |
| 1984 | ベルナール・イノー               | フランス     |
| 1983 | ショーン・ケリー                 | アイルランド |
| 1982 | ジュゼッペ・サローニ             | イタリア     |
| 1981 | ハニー・クイパー                 | オランダ     |
| 1980 | フォン・デヴォルフ               | ベルギー     |
| 1979 | ベルナール・イノー               | フランス     |
| 1978 | フランチェスコ・モゼール         | イタリア     |
| 1977 | ジャンバッティスタ・バロンケッリ | イタリア     |
| 1976 | ロジェ・デフラミンク             | ベルギー     |
| 1975 | フランチェスコ・モゼール         | イタリア     |
| 1974 | ロジェ・デフラミンク             | ベルギー     |
| 1973 | フェリーチェ・ジモンディ         | イタリア     |
| 1972 | エディ・メルクス                 | ベルギー     |
| 1971 | エディ・メルクス                 | ベルギー     |
| 1970 | フランコ・ビトッシ               | イタリア     |
| 1969 | ジャンピエール・モンセレ         | ベルギー     |
| 1968 | ヘルマン・バンスプリンゲル       | ベルギー     |
| 1967 | フランコ・ビトッシ               | イタリア     |
| 1966 | フェリーチェ・ジモンディ         | イタリア     |
| 1965 | トム・シンプソン                 | イギリス     |
| 1964 | ジャンニ・モッタ                 | イタリア     |
| 1963 | ヨ・デ・ロー                     | オランダ     |
| 1962 | ヨ・デ・ロー                     | オランダ     |
| 1961 | ヴィート・タッコーネ             | イタリア     |
| 1960 | エミール・ダーム                 | ベルギー     |
| 1959 | リック・ファン・ローイ           | ベルギー     |
| 1958 | ニーノ・デフィリッピス           | イタリア     |
| 1957 | ディエゴ・ロンキーニ             | イタリア     |
| 1956 | アンドレ・ダリガード             | フランス     |
| 1955 | クレト・マウレ                   | イタリア     |
| 1954 | ファウスト・コッピ               | イタリア     |

| 年   | 優勝者                     | 国             |
| ---- | -------------------------- | -------------- |
| 1953 | ブルーノ・ランディ         | イタリア       |
| 1952 | ジュゼッペ・ミナルディ     | イタリア       |
| 1951 | ルイゾン・ボベ             | フランス       |
| 1950 | レンツォ・ソルダーニ       | イタリア       |
| 1949 | ファウスト・コッピ         | イタリア       |
| 1948 | ファウスト・コッピ         | イタリア       |
| 1947 | ファウスト・コッピ         | イタリア       |
| 1946 | ファウスト・コッピ         | イタリア       |
| 1945 | マリオ・リッチ             | イタリア王国   |
| 1942 | アルド・ビーニ             | イタリア王国   |
| 1941 | マリオ・リッチ             | イタリア王国   |
| 1940 | ジーノ・バルタリ           | イタリア王国   |
| 1939 | ジーノ・バルタリ           | イタリア王国   |
| 1938 | チーノ・チネリ             | イタリア王国   |
| 1937 | アルド・ビーニ             | イタリア王国   |
| 1936 | ジーノ・バルタリ           | イタリア王国   |
| 1935 | エンリコ・モッロ           | イタリア王国   |
| 1934 | レアルコ・グエッラ         | イタリア王国   |
| 1933 | ドメニコ・ピエモンテージ   | イタリア王国   |
| 1932 | アントニオ・ネリーニ       | イタリア王国   |
| 1931 | アルフレッド・ビンダ       | イタリア王国   |
| 1930 | ミケーレ・マラ             | イタリア王国   |
| 1929 | ピエロ・フォッサティ       | イタリア王国   |
| 1928 | ガエターノ・ベッローニ     | イタリア王国   |
| 1927 | アルフレッド・ビンダ       | イタリア王国   |
| 1926 | アルフレッド・ビンダ       | イタリア王国   |
| 1925 | アルフレッド・ビンダ       | イタリア王国   |
| 1924 | ジョヴァンニ・ブルネーロ   | イタリア王国   |
| 1923 | ジョヴァンニ・ブルネーロ   | イタリア王国   |
| 1922 | コスタンテ・ジラルデンゴ   | イタリア王国   |
| 1921 | コスタンテ・ジラルデンゴ   | イタリア王国   |
| 1920 | アンリ・ペリシエ           | フランス       |
| 1919 | コスタンテ・ジラルデンゴ   | イタリア王国   |
| 1918 | ガエターノ・ベローニ       | イタリア王国   |
| 1917 | フィリップ・ティス         | ベルギー       |
| 1916 | レオポルド・トッリチェッリ | イタリア王国   |
| 1915 | ガエターノ・ベローニ       | イタリア王国   |
| 1914 | ラウロ・ボルディン         | イタリア王国   |
| 1913 | アンリ・ペリシエ           | フランス       |
| 1912 | カルロ・オリアーニ         | イタリア王国   |
| 1911 | アンリ・ペリシエ           | フランス       |
| 1910 | ジョヴァンニ・ミケレット   | イタリア王国   |
| 1909 | ジョヴァンニ・クニオーロ   | イタリア王国   |
| 1908 | フランソワ・ファベール     | ルクセンブルク |
| 1907 | ギュスタヴ・ガリグー       | フランス       |
| 1906 | ジュゼッペ・ブランビッラ   | イタリア王国   |
| 1905 | ジョヴァンニ・ジェルビ     | イタリア王国   |